# United Parks & Resorts
United Parks & Resorts (bis 2024 SeaWorld Parks & Entertainment und bis 2009 Busch Entertainment Corporation, kurz BEC) ist ein Freizeit- und Themenpark-Betreiber mit Sitz in Orlando, Florida, USA.

## Geschichte

### Busch Gardens: Gründung und frühe Entwicklung
Der erste Busch Gardens Park wurde 1959 in Tampa, Florida, eröffnet und war ursprünglich als kleiner Vogel- und Gartenpark neben einer Anheuser-Busch-Brauerei konzipiert. Dieser Park diente zunächst als ergänzende Attraktion für Besucher der Brauerei und bot eine Mischung aus botanischen Gärten und exotischen Tieren, insbesondere Vögeln. Unter der Leitung von Anheuser-Busch entwickelte sich Busch Gardens in den folgenden Jahren zu einem vollwertigen Themenpark. Ein bedeutender Schritt in der Expansion erfolgte 1975 mit der Eröffnung von Busch Gardens Williamsburg in Virginia. Dieser Park zeichnete sich durch aufwendig gestaltete Themenbereiche, die verschiedene Kulturen und Epochen darstellten, sowie durch Achterbahnen und andere Freizeitparkattraktionen aus. Nur wenige Jahre später, im Jahr 1979, wurde die Busch Entertainment Corporation gegründet, um das Wachstum der Parksparte zu unterstützen, und bereits 1980 erweiterte der Williamsburg-Park sein Angebot um einen italienischen Themenbereich, während in Tampa das Adventure Island Water Park eröffnet wurde. Bis Ende der 1980er Jahre etablierte sich Busch Gardens als eine eigenständige Marke im Portfolio von Anheuser-Busch, die sich auf familienfreundliche Unterhaltung und Naturerlebnisse konzentrierte. Dieser Fokus wurde 1989 durch den Kauf der Harcourt Brace Jovanovich Park Group, einschließlich der SeaWorld-Parks, weiter gestärkt, wodurch Busch Entertainment sein Portfolio erheblich erweiterte.

### SeaWorld: Gründung und Expansion
Parallel dazu begann die Geschichte von SeaWorld, einem weiteren zentralen Bestandteil von United Parks and Resort, im Jahr 1964 mit der Eröffnung von SeaWorld San Diego. Die Gründer David Demott, George Millay, Ken Norris und Milton Shedd hatten ursprünglich die Vision eines Unterwasserrestaurants mit Meereslebenshow, doch aufgrund praktischer Herausforderungen entwickelte sich daraus ein Themenpark, der sich auf Meerestiere spezialisierte. SeaWorld San Diego öffnete am 21. März 1964 seine Tore und zog in seinem ersten Betriebsjahr über 400.000 Besucher an, was seinen sofortigen Erfolg verdeutlichte. Bereits 1965 wurde der erste Orca, Shamu, in den Park gebracht, der zu einer ikonischen Hauptattraktion wurde und den Namen für alle Orcas in den SeaWorld-Parks prägte. Im Jahr 1968 ging SeaWorld an die Börse, wodurch zusätzliches Kapital für die Expansion mobilisiert wurde. Dies führte 1970 zur Eröffnung von SeaWorld Ohio in Aurora, Ohio, einem saisonalen Park, der wetterbedingt nur von Mitte Mai bis Mitte September betrieben wurde, und 1973 zur Eröffnung von SeaWorld Orlando in Florida. Letzterer profitierte vom ganzjährig warmen Klima und der Nähe zu anderen Touristenattraktionen wie Walt Disney World, das 1971 eröffnet wurde. 1976 übernahm der Verlag HBJ (Harcourt Brace Jovanovich) SeaWorld und leitete eine neue Phase der Unternehmensführung ein. Später, im September 1989, wurde die SeaWorld-Themenpark-Kette zusammen mit anderen Parks wie Boardwalk and Baseball und Cypress Gardens von Busch Entertainment übernommen, wodurch SeaWorld Teil des wachsenden Portfolios von Busch wurde. Diese Übernahme stärkte die Position von Busch Entertainment im Freizeitparkmarkt erheblich und führte zu einer engeren Integration der SeaWorld-Parks in das Unternehmenskonzept. Im Laufe der 1990er Jahre setzte Busch Entertainment auf die Weiterentwicklung von SeaWorld, wobei SeaWorld Orlando durch die Eröffnung von Discovery Cove im Jahr 2001 – einem exklusiven, reservierungspflichtigen Park – weiter aufgewertet wurde.

### Vereinigung unter Anheuser-Busch
Ein entscheidender Wendepunkt in der Geschichte beider Marken trat 1989 ein, als Anheuser-Busch, das bereits Busch Gardens besaß, SeaWorld von HBJ erwarb. Diese Akquisition vereinte die beiden erfolgreichen Themenparkmarken – Busch Gardens mit seinem Fokus auf traditionelle Freizeitparkattraktionen und botanische Elemente sowie SeaWorld mit seiner Spezialisierung auf Meerestiere – unter einem einzigen Unternehmensdach. Unter der Führung von Anheuser-Busch wuchs das kombinierte Unternehmen weiter: 1999 wurde SeaWorld San Antonio in Texas als vierter SeaWorld-Standort in den USA eröffnet, wodurch die nationale Präsenz des Unternehmens gestärkt wurde.  Die Übernahme brachte auch eine engere Verbindung zwischen den Marken, etwa durch die Integration von Anheuser-Buschs ikonischen Clydesdales in die Busch Gardens-Parks, die bis zum Verkauf an Blackstone 2009 ein beliebtes Symbol blieben. Darüber hinaus führte Anheuser-Busch eine einheitliche Marketingstrategie ein, die die Synergien zwischen den Parks nutzte, etwa durch die Einführung der Anheuser-Busch Adventure Parks-Marketing-Initiative, die bis 2007 Bestand hatte.

### Verkauf an Blackstone und Umbenennung

Ehemaliges Logo von Sea World Parks & Entertainment

Nach der Übernahme von Anheuser-Busch durch InBev im Jahr 2008 wurde die Themenparksparte 2009 für 2,7 Milliarden Dollar an die Blackstone Group verkauft. Dieser Verkauf läutete eine neue Ära ein, in der die Parks unter dem Namen SeaWorld Parks & Entertainment firmierten. Als Teil des Deals mit Blackstone blieb das bestehende Management-Team unter der Leitung von Jim Atchison erhalten, und das Unternehmen wurde als eigenständige Einheit weitergeführt, wobei Anheuser-Busch eine Sponsoring-Vereinbarung abschloss, die den Busch Gardens-Parken ihre Namen und Aktionen wie das 'Here's to the Heroes'-Programm sicherte. Der Fokus lag nun stärker auf der SeaWorld-Marke, obwohl das Portfolio weiterhin Busch Gardens und andere Parks wie Discovery Cove umfasste. Die Umbenennung in SeaWorld Parks & Entertainment spiegelte den strategischen Schwerpunkt auf Meeresthemen wider und sollte die Marke international stärken, während die Trennung von Anheuser-Busch auch organisatorische Änderungen wie die Schaffung eigener Abteilungen für Recht und Beschaffung mit sich brachte. Im Jahr 2013 ging SeaWorld Parks & Entertainment an die Börse, was zusätzliche finanzielle Mittel für Investitionen und Expansionen bereitstellte. Der Börsengang am 19. April 2013 unter dem Kürzel 'SEAS' ermöglichte es Blackstone, einen Teil der Anteile zu verkaufen, während sie weiterhin die Kontrolle über das Unternehmen behielten. Das Unternehmen bemühte sich in dieser Zeit, seine Parks modern zu halten und neue Zielgruppen anzusprechen, während es sich auf die kommenden Herausforderungen vorbereitete.

### Kontroversen und Wandel
Die 2010er Jahre brachten erhebliche Herausforderungen mit sich. Im Jahr 2010 ereignete sich in SeaWorld Orlando ein tragischer Unfall, bei dem eine Trainerin durch einen Orca getötet wurde, was die Sicherheits- und Tierhaltungspraktiken des Unternehmens in den Fokus rückte. Dieser Vorfall, bei dem die Trainerin Dawn Brancheau am 24. Februar 2010 vom Orca Tilikum angegriffen wurde, führte zu einer Untersuchung durch die Occupational Safety and Health Administration (OSHA), die SeaWorld mit einer Geldstrafe belegte und strengere Sicherheitsauflagen für den Umgang mit Orcas einforderte. Die öffentliche Kritik verstärkte sich 2013 mit der Veröffentlichung des Dokumentarfilms "Blackfish", der die Behandlung von Orcas in Gefangenschaft anprangerte und weltweite Proteste auslöste. Dies führte zu einem Rückgang der Besucherzahlen und einem beschädigten Ruf. Die Aktienkurse von SeaWorld fielen nach der Ausstrahlung des Films um über 30 %, und zahlreiche Prominente sowie Reiseunternehmen wie Southwest Airlines beendeten ihre Partnerschaften mit dem Unternehmen. Als Reaktion darauf kündigte SeaWorld 2016 an, die Zucht von Orcas einzustellen und die Shows umzugestalten, um das natürliche Verhalten der Tiere stärker zu betonen. Diese Entscheidung wurde im März 2016 verkündet und bedeutete das Ende der berühmten Orca-Shows, wobei die letzte Aufführung in San Diego im Januar 2017 stattfand; stattdessen wurden Bildungsprogramme wie 'Orca Encounter' eingeführt. Dieser Wandel war ein Versuch, sich auf Tierschutz und Bildung zu konzentrieren und das Vertrauen der Öffentlichkeit zurückzugewinnen. Dennoch blieben die Kontroversen bestehen, da Tierschutzorganisationen wie PETA weiterhin die vollständige Freilassung der Tiere forderten und SeaWorld vorwarfen, nur kosmetische Änderungen vorzunehmen, während die Orcas weiterhin in Gefangenschaft lebten.

### Internationale Expansion und aktuelle Entwicklungen
Trotz der Kontroversen setzte das Unternehmen seine Expansion fort. Im Jahr 2023 eröffnete SeaWorld Abu Dhabi, der erste Park außerhalb der USA. Diese Entwicklung knüpfte an frühere internationale Pläne an, wie das gescheiterte Worlds of Discovery-Projekt in Dubai, das 2008 mit Nakheel Properties vereinbart, aber 2009 aufgrund der Finanzkrise suspendiert wurde. SeaWorld Abu Dhabi, erbaut in Zusammenarbeit mit Miral auf Yas Island, öffnete am 23. Mai 2023 und bietet mit seinen über 100.000 Meerestieren und modernster Technologie ein neues Kapitel in der internationalen Präsenz des Unternehmens. Am 30. Januar 2024 wurde SeaWorld Parks & Entertainment in United Parks and Resort Inc. umbenannt, um die Vielfalt des Portfolios – einschließlich SeaWorld, Busch Gardens, Wasserparks wie Aquatica und Adventure Island sowie der Familienmarke Discovery Cove – besser widerzuspiegeln. Die Umbenennung spiegelt auch den strategischen Fokus auf ein globaleres Markenimage wider, das über die traditionellen Meerestierparks hinausgeht und neue Märkte erschließen soll. Heute betreibt United Parks and Resort 13 Parks in den USA und Abu Dhabi und engagiert sich für Unterhaltung, Tierschutz und Bildung, unterstützt durch Initiativen wie das Hubbs-SeaWorld Research Institute in San Diego. Aktuelle Entwicklungen umfassen Pläne zur Erweiterung des Bildungs- und Unterhaltungsangebots, etwa durch die Einführung von Virtual-Reality-Erlebnissen wie dem Kraken VR in Orlando, das 2017 debütierte und nun auch für internationale Parks adaptiert wird.

## Liste der Parks
| Name                       | Bild | Ort          | Land                         | Eröffnung | Typ          |
| -------------------------- | ---- | ------------ | ---------------------------- | --------- | ------------ |
| Adventure Island           |      | Tampa        | Vereinigte Staaten           | 1980      | Wasserpark   |
| Aquatica Orlando           |      | Orlando      | Vereinigte Staaten           | 2008      | Wasserpark   |
| Aquatica San Antonio       |      | San Antonio  | Vereinigte Staaten           | 2012      | Wasserpark   |
| Busch Gardens Tampa Bay    |      | Tampa        | Vereinigte Staaten           | 1959      | Freizeitpark |
| Busch Gardens Williamsburg |      | Williamsburg | Vereinigte Staaten           | 1975      | Freizeitpark |
| Discovery Cove             |      | Orlando      | Vereinigte Staaten           | 2000      | Wasserpark   |
| SeaWorld Orlando           |      | Orlando      | Vereinigte Staaten           | 1973      | Freizeitpark |
| SeaWorld San Antonio       |      | San Antonio  | Vereinigte Staaten           | 1988      | Freizeitpark |
| SeaWorld San Diego         |      | San Diego    | Vereinigte Staaten           | 1964      | Freizeitpark |
| SeaWorld Abu Dhabi         |      | Abu Dhabi    | Vereinigte Arabische Emirate | 2023      | Freizeitpark |
| Sesame Place Philadelphia  |      | Langhorne    | Vereinigte Staaten           | 1981      | Themenpark   |
| Sesame Place San Diego     |      | Chula Vista  | Vereinigte Staaten           | 1997      | Themenpark   |
| Water Country USA          |      | Williamsburg | Vereinigte Staaten           | 1984      | Wasserpark   |

## Ehemalige Unternehmensbestandteile

### Bush Garden Parks
- Pasadena, Kalifornien (1905–1937)
- Los Angeles (Van Nuys), Kalifornien (1964–1979)
- Houston, Texas (1971–1972)

### Sea World Parks
- Sea World Ohio, Aurora, Ohio (1970–2000)

### Andere Parks
- Cypress Gardens, Winter Haven, Florida (1989–2009), jetzt als Legoland Florida Resort betrieben durch Merlin Entertainments
- Boardwalk and Baseball, Haines City, Florida (1987–1990)
- Sesame Place, Irving, Texas (June 1982-Oktober 1984)